# Arquebisbat de Quito
L'arquebisbat de Quito (castellà: Arquidiócesis de Quito; llatí: Archidioecesis Quitensis) és una seu metropolitana de l'Església catòlica a Equador. L'any 2010 tenia 2.115.000 batejats sobre 2.350.000 habitants. Actualment està regida per l'arquebisbe Fausto Gabriel Trávez Trávez, O.F.M.

## Territori
L'arxidiòcesi comprèn la part oriental de la província del Pichincha.
La seu arxiepiscopal és la ciutat de Quito, on es troba la catedral de l'Assumpció de Maria Verge.
El territori està dividit en 173 parròquies, agrupades en 17 decanats.

### Diòcesis sufragànies
La província eclesiàstica està formada per la mateixa arxidiòcesi de Quito i les següents sufragànies:
- bisbat d'Ambato,
- bisbat de Guaranda,
- bisbat d'Ibarra,
- bisbat de Latacunga,
- bisbat de Riobamba,
- bisbat de Tulcán

## Història
La diòcesi va ser erigida el 8 de gener de 1545 mitjançant la butlla Super specula Militantis Ecclesiae del Papa Pau III, prenent el territori de l'arquebisbat de Lima, del qual n'era originàriament sufragània. Des de l'erecció fins al 1786 el territori diocesà s'estenia a tota l'Audiència Real de Quito.
El 1569 el bisbe Pedro de la Peña instituí un primer seminari prop del palau episcopal, que el 1585 va ser traslladat a l'església de Santa Barbara. El 1594 el seminari, dedicat a Sant Lluís de França, va ser confiat als jesuïtes, que el van mantenir fins que van ser expulsats el 1767, passant des de llavor al clergat secular.
L'1 de juliol de 1786 la diocesi cedí una porció del seu territori per tal que s'erigís la diòcesi de Cuenca (avui arxidiòcesi).
En els darrers temps de la colònia espanyola van estar caracteritzats per una estreta dependència vers la Corona, que amb l'expulsió dels jesuïtes i el desmantellament de les seves diòcesis a la part oriental de la diòcesi, causà un afebliment i una decadència de l'activitat pastoral.
La situació encara empitjorà amb l'esdeveniment de la república, que pretenia exercitat tots els drets de la monarquia espanyola, comprès el dret del patronatge regi de presentació dels bisbes.
El 28 de maig de 1803 cedí una nova porció de territori per tal que s'erigís la diòcesi de Maynas (avui bisbat de Chachapoyas).
El 22 de setembre de 1835, en virtut de la butlla Solicitudo omnium ecclesiarum del Papa Gregori XVI cedí algunes parròquies a la diòcesi de Popayan (avui arxidiòcesi).
El 13 de gener de 1848 la diòcesi va ser elevada al rang d'arxidiòcesi metropolitana.
Posteriorment ha cedit més porcions de territori per tal que s'erigissin noves circumscripcions eclesiàstiques:
- el 29 de desembre de 1862 per tal que s'erigís el bisbat de Ibarra;
- el 23 de març de 1870 per tal que s'erigís el bisbat de Portoviejo (avui arxidiòcesi);
- el 7 de febrer de 1871 per tal que s'erigís el vicariat apostòlic del Napo;
- el 28 de febrer de 1948 per tal que s'erigís el bisbat d'Ambato;
- el 5 de desembre de 1963 per tal que s'erigís el bisbat de Latacunga;
- el 5 de gener de 1987 per tal que s'erigís la prelatura territorial de Santo Domingo de los Colorados (avui bisbat de Santo Domingo a Ecuador).

El 1862, amb els jesuïtes restablerts de nou a l'Equador, se'ls confià de nou el seminari, que deu anys després passà a la gestió dels pares llatzariestes, i va ser dedicat a Sant Josep.
Durant la presidència de Gabriel García Moreno l'Equador, primer esta del món, va ser consagrat al Sagrat Cor de Jesús, decidint-se la construcció de la basílica del Voto Nacional, que avui és l'església més imponent del país.
El 6 d'agost de 1875 el president García Moreno va ser assassinat per la maçoneria; menys de dos anys després, el 30 de març de 1877 també l'arquebisbe José Ignacio Checa y Barba va ser assassinat, mentre que elevava el calze durant la missa del Divendres Sant.
El 20 d'abril de 1906 38 persones van veure una litografia de la Verge Dolorosa que obria els ulls. Després d'un procés canònic es declarà l'autenticitat del miracle.
El 1946 es fundà la universitat catòlica de l'Equador.
L'11 de novembre de 1995 la Congregació per als Bisbes elevà mitjançant decret l'arxidiòcesi a seu primada, donant als arquebisbes de Quito el títol de Primat de l'Equador.

## Cronologia episcopal
- García Díaz Arias † (8 de gener de 1546 - 1562 mort)
- Pedro de la Peña, O.P. † (15 de maig de 1565 - 7 de març de 1583 mort)
- Antonio de San Miguel Avendaño y Paz, O.F.M. † (9 de març de 1588 - 7 de novembre de 1590 mort)
- Luis López de Solís, O.S.A. † (7 de setembre de 1592 - 18 de juliol de 1605 nomenat arquebisbe de La Plata o Charcas)
- Salvador Ribera Avalos, O.P. † (17 d'agost de 1605 - 1612 mort)
- Hernando de Arias y Ugarte † (22 d'abril de 1613 - 14 de març de 1616 nomenat arquebisbe de Santafé en Nueva Granada)
- Alfonso de Santillán y Fajardo, O.P. † (23 de març de 1616 - 15 d'octubre de 1620 mort)
- Francisco Sotomayor, O.F.M. † (18 de desembre de 1623 - 5 de juny de 1628 nomenat arquebisbe de La Plata o Charcas)
- Pedro de Oviedo y Falconi, O.Cist. † (10 de juliol de 1628 - 21 d'agost de 1645 nomenat arquebisbe de La Plata o Charcas)
- Agustín de Ugarte y Sarabia (Savaria) † (21 d'octubre de 1647 - 6 de desembre de 1650 mort)
- Alfonso de la Peña Montenegro † (18 d'agost de 1653 - 1687 mort)
- Sancho Pardo de Andrade de Figueroa y Cárdenas † (15 de novembre de 1688 - 1702 mort)
- Diego Ladrón de Guevara † (15 de setembre de 1704 - 12 de juliol de 1717 renuncià)
- Luis Francisco Romero † (12 de juliol de 1717 - 19 de novembre de 1725 nomenat arquebisbe de La Plata o Charcas)
- Juan Gómez de Neva (Nava) y Frías † (19 de novembre de 1725 - 21 d'agost de 1729 mort)
- Andrés de Paredes y Armendáriz † (18 de juny de 1731 - 3 de juliol de 1745 mort)
- Juan Nieto Polo del Aguila † (28 de novembre de 1746 - 12 de març de 1759 mort)
- Pedro Ponce y Carrasco † (20 de desembre de 1762 - 28 d'octubre de 1775 mort)
- Blas Sobrino y Minayo † (16 de desembre de 1776 - 15 de desembre de 1788 nomenat bisbe de Santiago del Xile)
- José Pérez Calama † (30 de març de 1789 - 1 de desembre de 1792 renuncià)
- José Fernández Díaz de la Madrid, O.F.M.Obs. † (3 de desembre de 1792 - 4 de juny de 1794 mort)
- Miguel Álvarez Cortés † (22 de setembre de 1795 - 1 de febrer de 1801 mort)
- José Cuero y Caicedo † (23 de desembre de 1801 - 10 de desembre de 1815 mort)
  - Miguel Fernández Flórez, O.F.M.Obs. † (11 de juliol de 1815 - 2 d'octubre de 1818) (administrador apostòlic)
- Leonardo Santander y Villavicencio † (2 d'octubre de 1818 - 24 de maig de 1824 nomenat bisbe de Jaca)
  - Manuel de los Santos Escobar † (21 de maig de 1827 - 1827 renuncià) (bisbe electe)
- Rafael Lasso de la Vega † (15 de desembre de 1828 - 16 d'abril de 1831 mort)
- Nicolás Joaquín de Arteta y Calisto † (29 de juliol de 1833 - 6 de setembre de 1849 mort)
- Francisco Xavier de Garaycoa y Llaguno † (5 de setembre de 1851 - 2 de desembre de 1859 mort)
- José María Riofrío y Valdivieso † (22 de juliol de 1861 - 2 d'abril de 1867 nomenat administrador apostòlic de Loja)
- José María de Jesús Yerovi Pintado, O.F.M.Obs. † (2 d'abril de 1867 - 20 de juny de 1867 mort)
- José Ignacio Checa y Barba † (16 de març de 1868 - 30 de març de 1877 mort)
- José Ignacio Ordóñez † (3 de juliol de 1882 - 14 de juliol de 1893 mort)
- Pedro Rafael González y Calisto † (14 de juliol de 1893 - 27 de març de 1904 mort)
- Federico González y Suárez † (14 de desembre de 1905 - 3 de desembre de 1917 mort)
- Manuele María Pólit † (7 de juny de 1918 - 30 d'octubre de 1932 mort)
- Carlos María Javier de la Torre † (8 de setembre de 1933 - 23 de juny de 1967 jubilat)
- Pablo Muñoz Vega, S.J. † (23 de juny de 1967 - 1 de juny de 1985 jubilat)
- Antonio José González Zumárraga † (1 de juny de 1985 - 21 de març de 2003 jubilat)
- Raúl Eduardo Vela Chiriboga (21 de març de 2003 - 11 de setembre de 2010 jubilat)
- Fausto Gabriel Trávez Trávez, O.F.M., des de l'11 de setembre de 2010

## Estadístiques
A finals del 2010, la diòcesi tenia 2.115.000 batejats sobre una població de 2.350.000 persones, equivalent al 90,0% del total.
| any  | població  | població  | població | sacerdots | sacerdots       | sacerdots       | sacerdots             | diaques | religiosos | religiosos | parròquies |
| ---- | --------- | --------- | -------- | --------- | --------------- | --------------- | --------------------- | ------- | ---------- | ---------- | ---------- |
| any  | batejats  | total     | %        | total     | clergat secular | clergat regular | batejats por sacerdot | diaques | homes      | dones      |            |
| 1950 | 564.000   | 565.550   | 99,7     | 318       | 128             | 190             | 1.773                 |         | 500        | 864        | 66         |
| 1966 | 682.997   | 682.997   | 100,0    | 422       | 134             | 288             | 1.618                 |         | 623        | 1.332      | 73         |
| 1968 | 770.000   | 779.564   | 98,8     | 439       | 152             | 287             | 1.753                 |         | 728        | 1.263      | 87         |
| 1976 | 910.827   | 1.001.980 | 90,9     | 420       | 140             | 280             | 2.168                 |         | 526        | 1.376      | 92         |
| 1980 | 1.164.000 | 1.293.000 | 90,0     | 410       | 132             | 278             | 2.839                 |         | 465        | 1.457      | 100        |
| 1990 | 1.338.482 | 1.487.207 | 90,0     | 451       | 138             | 313             | 2.967                 | 4       | 670        | 1.419      | 118        |
| 1999 | 1.786.500 | 1.985.000 | 90,0     | 464       | 174             | 290             | 3.850                 | 5       | 664        | 1.751      | 150        |
| 2000 | 2.014.000 | 2.120.000 | 95,0     | 430       | 152             | 278             | 4.683                 | 4       | 657        | 1.837      | 159        |
| 2001 | 2.010.000 | 2.250.000 | 89,3     | 455       | 171             | 284             | 4.417                 | 4       | 668        | 1.853      | 159        |
| 2002 | 1.845.000 | 2.050.000 | 90,0     | 468       | 188             | 280             | 3.942                 | 3       | 639        | 2.201      | 163        |
| 2003 | 1.886.400 | 2.096.000 | 90,0     | 471       | 192             | 279             | 4.005                 | 3       | 703        | 1.987      | 165        |
| 2004 | 1.893.295 | 2.103.661 | 90,0     | 456       | 184             | 272             | 4.151                 | 3       | 694        | 1.843      | 165        |
| 2010 | 2.115.000 | 2.350.000 | 90,0     | 433       | 179             | 254             | 4.884                 | 2       | 797        | 1.542      | 173        |